# Louis Leroux
Pour les articles homonymes, voir Leroux.
Louis Leroux, né le 23 janvier 2006 au Longeron (Maine-et-Loire), est un footballeur français qui évolue au poste de milieu de terrain au FC Nantes.

## Biographie
Louis Leroux commence le football à l'âge de cinq ans à l'AS Longeron Torfou, son club local. En 2020, il rejoint le centre de formation du FC Nantes.
Lors de la saison 2023/2024, il fait partie de l'épopée du FCN U19 en Youth League, où il se hisse en demi-finale de la compétition.
Il fait ses débuts professionnels en Ligue 1 le 31 août 2024 lors d'une victoire 3-1 contre le Montpellier HSC,Le 1er novembre 2024, il signe son premier contrat professionnel avec le FC Nantes. Le 23 février 2025, pour sa première titularisation en Ligue 1, il inscrit son premier but en équipe première lors d'une victoire 3-1 contre le RC Lens,.

## Style de jeu
Milieu de terrain gaucher complet, Louis Leroux se distingue par sa capacité à intercepter les passes adverses et à bloquer les lignes de jeu en phase défensive. En possession du ballon, il fait preuve d'une grande intelligence de jeu et d'une excellente vision, facilitant la progression du ballon et la création d'occasions offensives.

## Statistiques
| Saison                | Club                  | Championnat           | Championnat | Championnat | Championnat | Coupe(s) nationale(s) | Coupe(s) nationale(s) | Coupe(s) nationale(s) | Total | Total | Total |
| Saison                | Club                  | Division              | M.          | B.          | P.d.        | M.                    | B.                    | P.d.                  | M.    | B.    | P.d.  |
| 2023-2024             | FC Nantes rés.        | National 3            | 13          | 0           | 0           | -                     | -                     | -                     | 13    | 0     | 0     |
| 2024-2025             | FC Nantes rés.        | National 3            | 3           | 1           | 0           | -                     | -                     | -                     | 3     | 1     | 0     |
| Sous-total            | Sous-total            | Sous-total            | 16          | 1           | 0           | -                     | -                     | -                     | 16    | 1     | 0     |
| 2024-2025             | FC Nantes             | Ligue 1               | 16          | 2           | 1           | 2                     | 0                     | 0                     | 18    | 2     | 1     |
| Total sur la carrière | Total sur la carrière | Total sur la carrière | 32          | 3           | 1           | 2                     | 0                     | 0                     | 34    | 3     | 1     |